# 文智女王
文智女王（ぶんちじょおう、1619年7月30日〈元和5年6月20日〉- 1697年2月4日〈元禄10年1月13日〉）は、日本の皇族、尼僧。後水尾天皇の第1皇女。身位は女王。幼名は梅宮または沢宮。号は文智大通。
母は四辻公遠の娘である典侍四辻与津子（およつ、明鏡院）。円照寺開基。

## 略歴
後水尾天皇は江戸幕府と朝廷の折衝が行われるなか慶長16年（1611年）に即位し、具体化していた2代将軍徳川秀忠の娘・和子の入内が元和5年（1619年）に決定する。天皇には前年におよつとの間に第一皇子・賀茂宮が誕生し、続いて梅宮が元和5年5月に出生した。同年5月には将軍秀忠が上洛しており、およつ懐妊の事実が秀忠の知るところになると、和子入内は延期される。天皇は譲位を宣言して秀忠に対抗するが秀忠は同年9月におよつの兄・四辻季継や高倉嗣良ら公家衆を処罰することで事件を決着させ、翌元和6年には再び和子入内が決定した（およつ御寮人事件）。
梅宮は事件の影響を受け皇女でありながら内親王になれなかったと言われ、記録にも見られることも少ない。叔父近衛信尋の日記『本源自性院記』によれば、元和9年（1623年）11月、信尋や同じく叔父一条兼遐（一条昭良）臨席のもと、深曽木の儀を行っている。その後も梅宮近衛邸訪問の記事があり、四辻家が近衛家の家礼ということもあってか、近衛家の庇護を受けながら成長していたと推定される。天皇の皇女は摂家に嫁ぐことが多いが、梅宮も寛永8年（1631年）に権大納言左大将・鷹司教平に嫁ぐ。しかし、わずか3年で離縁している。寛永15年（1638年）には、母のおよつが死去している。
父の後水尾上皇は、岩倉家の生まれで中和門院に勤仕していた一糸文守を仙洞御所に招いて法話を講じさせているが、梅宮も一糸に師事して寛永17年（1640年）8月には上皇の許可を得て出家する。寛永18年（1641年）には修学院に草庵（円照寺）を営むが、この地に上皇が離宮を営むことを望み、また文智も俗塵に触れるようになることを恐れたため京都から離れることを決意し、明暦2年（1656年）に大和添上郡八島村（奈良県奈良市）に草庵を結んで隠棲した。寛文元年（1660年）には東福門院のはからいにより円照寺は200石の領地を与えられている。八島移転の11年後の寛文9年には同じく大和の山村の現在地に再移転、円通殿を再建して山号を普門山と称した。この時東福門院は1000石を寄進している。その11年後には100石を加増、円照寺の領地は300石となった。なお、寛文7年（1667年）には仙洞御所で行われた3代将軍徳川家光17回忌追善の観音懺法の導師を務めている。
泉涌寺の記録によると、徳川和子（東福門院）の最期を見とったのは後水尾上皇とこの文智女王の2人だけだったという。なお上皇の臨終の床の傍らには文智とその妹・朱宮光子内親王（林丘寺開山）が控えていた。